# Матвіївський провулок (Труханів острів)
Матві́ївський прову́лок — зниклий провулок міста Києва, що існував у робітничому селищі на Трухановому острові. Пролягав від Набережної до Матвіївської вулиці.
Прилучалися Конторська вулиця.

## Історія
Виник під такою ж назвою 1907 року під час розпланування селища на Трухановому острові. Назва походить від Матвіївської вулиці, до якої прилучався провулок. 
Восени 1943 року при відступі з Києва німецькі окупанти спалили селище на острові, тоді ж припинила існування вся вулична мережа включно із Матвіївською вулицею.